# Mein 20. Jahrhundert
Mein 20. Jahrhundert (Original Az én XX. századom) war der erfolgreiche Erstlingsfilm der ungarischen Filmregisseurin Ildikó Enyedi, der anlässlich der 42. Internationalen Filmfestspiele von Cannes 1989 die Goldene Kamera für den besten Nachwuchsfilm erhielt.

## Inhalt
Der Film beginnt 1880 mit der Geburt der beiden Zwillingsschwestern Lili und Dóra. Einige Jahre später werden sie in geheimnisvoller Weise voneinander getrennt, als sie in den winterlichen Straßen von Budapest Schwefelhölzchen verkaufen (eine Anspielung auf Hans Christian Andersens berühmtes Märchen). Künftig gehen sie unterschiedliche Lebenswege, die einander allerdings mehrfach kreuzen. Dóra wird zur Femme fatale, zur sexuellen Genießerin, während sich ihre jungfräuliche Schwester zur politischen Anarchistin entwickelt. 
Im Orient-Express, am 31. Dezember 1900, also genau zur Jahrhundertwende verknüpfen sich die Schicksale der beiden wieder – unwissentlich verlieben sie sich in denselben Mann (der in der Folge einigermaßen verwirrt seine Partnerin einmal liebeserfahren und dann wieder als puritanisch erlebt). Mit verwoben in die melancholisch heitere Geschichte des Zwillingspaares ist der technische und soziale Zeithintergrund, etwa die zunehmende Nutzung der Elektrizität, oder die Debatte um die Emanzipation der Frau. Die verklemmte Lili hört etwa, reichlich beunruhigt, einen Vortrag Otto Weiningers über die zwei möglichen Rollen der Frau, Hure oder Jungfrau/Mutter.
Dorota Segda brilliert in diesem Schwarzweißfilm in der Dreifachrolle der Zwillinge und ihrer Mutter.
In einer Periode, in der viele der ungarischen Filmschaffenden sich düster apokalyptischen Endzeitvisionen hingaben, setzte dieser bescheidene Film mit seiner poetischen Bildsprache und heiter melancholischen Grundstimmung einen viel beachteten Gegenakzent.

## Kritiken
„Der Rückblick [...] arbeitet mit Zeitverschiebungen, reflektorischen Brechungen und einer oft märchenhaft-magischen Bildpoesie und macht Hoffnungen und Erwartungen am Ausgang des 19. Jahrhunderts deutlich, die von der Geschichte nicht eingelöst wurden. Eine diskussionswerte Auseinandersetzung mit der Problematik von Fortschrittsglauben, dem Verlust des Kontaktes zum Transzendenten und der Widersprüchlichkeit des Menschen zwischen großen Lebenserwartungen und der mangelnden Bereitschaft zur eigenen Neuorientierung.“